# Alexandre Guy Pingré
Alexandre Guy Pingré, né à Paris le 4 septembre 1711 et mort dans la même ville le 1er mai 1796, est un prêtre, astronome et géographe naval français.
En 1961, l'Union astronomique internationale a attribué le nom de Pingré à un cratère lunaire.

## Biographie
Il fit ses études à Senlis, au collège Saint Vincent des pères génovéfains, chanoines réguliers de l’ordre de saint Augustin, où il entra lui-même à l'âge de seize ans. En 1735, il fut nommé professeur de théologie. Il aurait exercé ces fonctions sa vie durant si son gallicanisme (voir ci-dessous) ne lui avait assuré de sérieux ennuis : en 1745 il fut destitué de sa chaire et sera même l'objet au cours des quatre années suivantes de cinq lettres de cachet. C'est alors que Le Cat, chirurgien en chef de l'Hospice de santé de Rouen, le fit recevoir, pour le mettre à l'abri, à l'Académie de Rouen qu'il avait fondée en 1748. Nommé... astronome de la compagnie, Pingré, à 38 ans, entreprit l'étude de cette science. Il en devint rapidement un maître réputé. Bien que son talent d'observation fût limité par une mauvaise vue, il acquit une réputation d'excellent mathématicien et, déjà célèbre pour avoir détecté une erreur de quatre minutes dans le calcul fait par Lacaille de l'éclipse lunaire du 23 décembre 1749, il se distingua encore en 1753 par l'observation du transit de Mercure, ce qui lui valut d'être nommé membre correspondant de l'Académie des sciences, associé libre de cette même Académie en 1756.
Rappelé par son ordre à Paris, il en fut nommé bibliothécaire de l'abbaye Sainte-Geneviève et chancelier de l'université. On construisit pour lui un observatoire à l'abbaye et il y passa quarante ans de travail assidu, tout en conservant un esprit curieux de tout : "Sa récréation habituelle était la lecture des écrivains du siècle d'Auguste, et surtout celle d'Horace, il y consacrait une heure par jour. Il avait aussi donné quelques instants à la musique." (Prony, Bonfils - voir ci-dessous).
Il fut nommé par le gouvernement astronome-géographe de la marine, en remplacement de Delisle. En 1753, il compila le premier almanach nautique pour l'année 1754, et encore en 1755-1757, lorsque Lalande fut chargé de la publication. Lacaille avait calculé pour son traité, L'art de vérifier les dates, les éclipses des dix-neuf premiers siècles de l'ère chrétienne ; Pingré dans une deuxième édition reprit ses calculs et les étendit à plus de dix siècles avant Jésus-Christ.

### Transits de Vénus
En 1760, Pingré se joignit à une expédition à l'île Rodrigues dans l'océan Indien dans l'espoir d'observer le transit astronomique de Vénus le 6 juin 1761. Il embarqua en janvier 1761 à Lorient à bord du Comte d'Argenson commandé par Marion-Dufresne pour gagner l'île de France, et de là rejoindre Rodrigues. L'observation ne réussit pas mais il décrivit un certain nombre d'espèces animales jusqu'alors inconnues - en souvenir de cette contribution, une localité de l'île porte son nom. Une expédition au Cap français à Saint-Domingue pour observer le transit suivant le 3 juin 1769 donna des résultats plus satisfaisants. Vers 1757, il se passionna pour l'histoire des comètes, et sa Cométographie ou Traité historique et théorique des comètes (2 vol., Paris, 1783-4) présenta méthodiquement et filtra avec un grand esprit critique ce que contenaient toutes les anciennes annales et les publications plus récentes.
En 1756, il publia un Projet d'une histoire d'astronomie du dix-septième siècle, laquelle fut réalisée en 1786. Grâce à l'influence de Lalande, l'Assemblée nationale accorda trois mille francs pour couvrir les frais de publication, mais l'affaire traîna et à la mort de Pingré tout s'arrêta. En 1901, l'ensemble du travail fut réédité par Guillaume Bigourdan sous le titre : Annales célestes du dix-septième siècle. Pingré publia aussi un Manuale Astronomicon libri quinque et Arati Phænomena, cum interpretatione Gallica et notis (2 vol., 1786), et de nombreuses observations astronomiques dans les Mémoires de l'Institut (1753-1787), dans le Journal de Trévoux, dans le Phil. Trans, etc.
Dans les ouvrages encyclopédiques, on affirme communément que Pingré prit une part active aux querelles jansénistes, ce qui lui valut d'être relégué dans des villes de province et des collèges, et on le présente souvent comme une victime de l'intolérance romaine. Le fait est que, dans les débuts de sa carrière, Pingré semble avoir été imbu de conceptions jansénistes, comme le confirment les Nouvelles ecclésiastiques, le grand organe janséniste. En 1737, Mgr François-Barthélemy de Salignac-Fénelon, évêque de Pamiers, très actif contre le jansénisme, fit citer Pingré, le réprimanda sévèrement et finalement l'obligea à se soumettre à un examen devant quelques pères jésuites. Il se dit lui-même prêt à condamner « de cœur et d'esprit » les cinq propositions, maintenant en même temps qu'il ne pouvait les condamner comme propositions de Jansénius, puisqu'on ne pouvait pas les trouver dans ses œuvres (il faut rappeler qu'en 1653 et 1656 les papes avaient déclaré à plusieurs reprises que les propositions étaient contenues de facto dans l’Augustinus).
En 1745, un chapitre général des pères de Sainte-Geneviève fut convoqué et, par ordre du roi, le père Chambroy fut élu supérieur général. Des ordres stricts avaient été donnés à la hiérarchie des établissements conventuels stipulant qu'ils ne pourraient envoyer que des délégués disposés à souscrire aux bulles papales et surtout à la bulle Unigenitus. Une telle mesure souleva de l'opposition et le père Pingré, qui résidait à Senlis, se joignit à quelques-uns de ses collègues religieux pour émettre une protestation véhémente contre les actes du chapitre. Le père Scoffier, l'un des adversaires les plus déterminés de l'élection, fut écarté de Senlis. Une sanction disciplinaire fut infligée à Pingré, alors professeur de théologie.
Selon une notice d'introduction en préface aux mémoires de l'abbé janséniste Arnauld d'Andilly, dans la collection Mémoires sur l'histoire de France de Michaud et Poujoulat (2e série, IX), c'est Pingré qui fut leur éditeur (Leyde, 1756). Il s'agit donc d'un janséniste actif, au moins jusqu'en 1747, mais son influence n'a jamais été sérieuse ni durable. Dans l'histoire religieuse du XVIIIe siècle, en particulier dans les Mémoires pour servir à l'histoire ecclésiastique pendant le XVIIIe siècle de Picot, son nom n'est pas mentionné.
Il est l'un des promoteurs du calendrier révolutionnaire, avec Fabre d'Églantine.

## Carrière maçonnique
Pingré était vénérable de la loge « Les Cœurs simples de l'Étoile polaire », à l'orient des Batignolles Monceau, second surveillant de la chambre des provinces, puis grand orateur du Grand Orient de France. Il était ami de Benjamin Franklin.
Lors de la pose de la première pierre de la nouvelle église Sainte-Geneviève, il rédigea le quatrain suivant : « Lorsque le Sceptre en main Louis dicte des lois / Dans son maître en français bénit un tendre père / Si, pour fonder un temple il prend en main l'Equerre / Dans son frère un maçon voit le plus grand des rois ».

## Pingré et la Révolution française
Le 11 novembre 1789, Pingré offrit à l'État la bibliothèque de l'abbaye Sainte-Geneviève, alors même que les chanoines essayaient d'obtenir de la municipalité de Paris leur maintien comme desservants de la nouvelle église paroissiale. Pingré prêta ensuite le serment de liberté et d'égalité. Il fut le dernier bibliothécaire de l'abbaye Sainte-Geneviève et le premier de la Bibliothèque nationalisée…
Pingré participa à la création du Calendrier républicain. La Convention nationale avait confié la création de ce nouveau calendrier à une commission formée de Gilbert Romme et de Claude Joseph Ferry. Ces derniers qui demandèrent que Charles-François Dupuis, député et spécialiste des calendriers antiques, leur soit adjoint. Ils associèrent ensuite à leurs travaux plusieurs astronomes : Louis-Bernard Guyton-Morveau, Joseph-Louis Lagrange, Joseph Jérôme Lefrançois de Lalande, Gaspard Monge, et Alexandre Guy Pingré.
C'est ainsi que le janséniste Pingré contribua à la déchristianisation du temps. Cela n'empêcha pas que le 31 mars 1795, il soit coopté par le presbytère de Paris, sous influence janséniste, pour sa science théologique, pour réorganiser les paroisses parisiennes au sein de l'église constitutionnelle.
Dans l'éloge funèbre de Pingré, Étienne-Pierre Ventenat dit : « Le zèle qu'il a montré en se déclarant partisan de la révolution française semble prouver qu'il eut peut-être déployé une énergie semblable à celle du Solon américain s'il se fût trouvé dans les mêmes circonstances. ».

## Œuvres
- Journal du voyage de M. le marquis de Coutanvaux, sur la frégate Aurore, pour essayer par ordre de l'Académie, plusieurs instrumens relatifs à la Longitude. Mis en ordre par M. Pingré, Chanoine régulier de Ste-Geneviève, nommé par l'Académie pour coopérer à la vérification desdits Instrumens, de concert avec M. Messier, Astronome de la Marine, Paris, Imprimerie royale, 1768 [lire en ligne] ;
- « Tributs payés aux plus illustres voyageurs, publiée dans Discours et documents maçonniques du XVIIIe siècle », Paris, Gloton, 1932, p. 72. [Pièce en vers adressée au Grand maître du Grande-Orient de France, pour la Saint-Jean d'été du 3 juillet 1777]
- Précis d'un voyage en Amérique, HARS pour 1770, 1773.

## En littérature
Dans Le Chercheur d'or, de Jean-Marie Gustave Le Clezio, Alexis utilise les écrits de Pingré pour retrouver l'or du Corsaire à Rodrigues :

« Ce sont les notes recopiées sur le livre de Pingré qui m’ont guidé. « A l’est du Grand Port, écrit-il en 1761, on ne trouvoit plus assez d’eau pour porter notre pirogue,… M. de Pingré renvoya donc les pirogues… » Lue à la lumière tremblante de ma bougie, dans la chambre de l’hôtel à Port Mathurin, la relation de Pingré me rappelle la fameuse lettre écrite par un vieux marin emprisonné à la Bastille, et qui avait mis mon père sur la piste du trésor… C’est bien là, j’en suis sûr maintenant, que Pingré est venu en 1761 pour observer le transit de la planète Vénus, avant les astronomes qui accompagnaient le lieutenant Neate en 1874, et qui ont donné son nom à la pointe Vénus. »

## En musique
Le distingué savant était aussi un organiste amateur. La bibliothèque Sainte-Geneviève conserve un manuscrit musical (Modèle:N⁰), de la main du Père Pingré, contenant 42 pièces d'orgue anonymes du XVIIIe s. français, dont des pièces de Jacques Boyvin, ainsi que les seules pièces d'orgue connues de François d'Agincourt au nombre de 46.
"L'on est amené à se demander si ces pièces anonymes n'ont pas pour auteurs des organistes rouennais, élèves et disciples de Boyvin et D'Agincourt, si l'on se rappelle : 1) que Boyvin et son élève D'Agincourt furent organistes à la cathédrale de Rouen, 2) que Gaspard Corrette fut organiste de diverses églises de Rouen (...), 3) que Pingré résida quelques années à Rouen à partir de 1749-1750 (...)." (J. Bonfils)

### Manuscrit d'orgue
- Bibliothèque Sainte-Geneviève, Ms. 2372. Fac-similé du manuscrit de musique d'orgue.
- IMSLP Pièces d'orgue de François d'Agincourt, Jacques Boyvin et anonymes, colligées et recopiées par le Père Pingré.